# Jason Queally
Jason Paul Queally (Great Haywood, 11 de mayo de 1970) es un deportista británico que compitió en ciclismo en la modalidad de pista, especialista en las pruebas de velocidad y contrarreloj.
Participó en dos Juegos Olímpicos de Verano, en los años 2000 y 2004, obteniendo en total dos medallas, ambas en Sídney 2000, oro en la prueba de kilómetro contrarreloj y plata en velocidad por equipos (junto con Chris Hoy y Craig MacLean).
Ganó nueve medallas en el Campeonato Mundial de Ciclismo en Pista entre los años 1999 y 2006, y una medalla de oro en el Campeonato Europeo de Ciclismo en Pista de 2010.

## Medallero internacional
| Juegos Olímpicos   | Juegos Olímpicos              | Juegos Olímpicos  | Juegos Olímpicos      |
| Año                | Lugar                         | Medalla           | Competición           |
| ------------------ | ----------------------------- | ----------------- | --------------------- |
| 2000               | Sídney ( Australia)           | Medalla de oro    | 1 km contrarreloj     |
| 2000               | Sídney ( Australia)           | Medalla de plata  | Velocidad por equipos |
| Campeonato Mundial |                               |                   |                       |
| Año                | Lugar                         | Medalla           | Competición           |
| 1999               | Berlín ( Alemania)            | Medalla de plata  | Velocidad por equipos |
| 2000               | Mánchester ( Reino Unido)     | Medalla de plata  | Velocidad por equipos |
| 2000               | Mánchester ( Reino Unido)     | Medalla de bronce | 1 km contrarreloj     |
| 2001               | Amberes ( Bélgica)            | Medalla de bronce | Velocidad por equipos |
| 2003               | Stuttgart ( Alemania)         | Medalla de bronce | Velocidad por equipos |
| 2004               | Melbourne ( Australia)        | Medalla de bronce | Velocidad por equipos |
| 2005               | Los Ángeles ( Estados Unidos) | Medalla de oro    | Velocidad por equipos |
| 2005               | Los Ángeles ( Estados Unidos) | Medalla de plata  | 1 km contrarreloj     |
| 2006               | Burdeos ( Francia)            | Medalla de plata  | Velocidad por equipos |
| Campeonato Europeo |                               |                   |                       |
| Año                | Lugar                         | Medalla           | Competición           |
| 2010               | Pruszków ( Polonia)           | Medalla de oro    | Keirin                |

1. ↑  Compitió en la ronda de clasificación.

## Palmarés
- 1999
  - Campeón de Europa sub-23 en Velocidad por equipos (con Chris Hoy y Craig McLean)
- 2000
  - Medalla de oro a los Juegos Olímpicos de Sídney en Kilómetro contrarreloj 
  - Medalla de plata a los Juegos Olímpicos de Sídney en Velocidad por equipos (con Chris Hoy y Craig Maclean)
- 2003
  - Campeón de la Gran Bretaña en Kilómetro 
  - Campeón de la Gran Bretaña en Velocidad por equipos
- 2005
  - Campeón del mundo de velocidad por equipos (con Chris Hoy y Jamie Staff)
- 2006
  - Campeón de la Gran Bretaña en Velocidad por equipos
- 2010
  - Campeón de Europa de Persecución por equipos (con Steven Burke, Edward Clancy y Andrew Tennant)
- 2011
  - Campeón de la Gran Bretaña en Velocidad por equipos

### Resultados a laCopa del Mundo
- 1999
  - 1.º en Ciudad de México y Fiorenzuola d'Arda, en Velocidad por equipos
  - 1.º en Valencia, en Kilómetro
- 2002
  - 1.º en Moscú, en Velocidad por equipos
- 2003
  - 1.º en Ciudad del Cabo, en Velocidad por equipos
- 2004-2005
  - 1.º en Manchester, en Velocidad por equipos
  - 1.º en Moscú, en Kilómetro
- 2005-2006
  - 1.º en Moscú, en Kilómetro